# Каріма Санчес
Каріма Санчес Раміс (ісп. Karima Sánchez Ramis; нар. 20 квітня 1991) — іспанська борчиня вільного стилю, чемпіонка Середземноморського чемпіонату, чемпіонка Середземноморських ігор.

## Життєпис
Боротьбою почала займатися з 2004 року. У 2007 році стала бронзовою призеркою чемпіонату Європи серед кадетів, а вже наступного року виграла ці змагання.
Виступала за спортивний клуб «Будокан» Пальма. Тренер — Еусебіо Капель Ротжер (з 2004).

## Спортивні результати на міжнародних змаганнях

### Виступи на Чемпіонатах світу
| Змагання                        | Збірна  | Вагова категорія          | Місце |
| ------------------------------- | ------- | ------------------------- | ----- |
| Чемпіонат світу з боротьби 2013 | Іспанія | жіноча боротьба, до 59 кг | 10    |
| Чемпіонат світу з боротьби 2014 | Іспанія | жіноча боротьба, до 55 кг | 5     |
| Чемпіонат світу з боротьби 2015 | Іспанія | жіноча боротьба, до 53 кг | 19    |

### Виступи на Чемпіонатах Європи
| Змагання                         | Збірна  | Вагова категорія          | Місце |
| -------------------------------- | ------- | ------------------------- | ----- |
| Чемпіонат Європи з боротьби 2011 | Іспанія | жіноча боротьба, до 55 кг | 20    |
| Чемпіонат Європи з боротьби 2014 | Іспанія | жіноча боротьба, до 58 кг | 11    |
| Чемпіонат Європи з боротьби 2016 | Іспанія | жіноча боротьба, до 53 кг | 7     |

### Виступи на Європейських іграх
| Змагання              | Збірна  | Вагова категорія          | Місце |
| --------------------- | ------- | ------------------------- | ----- |
| Європейські ігри 2015 | Іспанія | жіноча боротьба, до 55 кг | 8     |

### Виступи на Середземноморських іграх
| Змагання                    | Збірна  | Вагова категорія          | Місце  |
| --------------------------- | ------- | ------------------------- | ------ |
| Середземноморські ігри 2009 | Іспанія | жіноча боротьба, до 55 кг | Золото |
| Середземноморські ігри 2013 | Іспанія | жіноча боротьба, до 59 кг | 4      |

### Виступи на Середземноморських чемпіонатах
| Змагання                                     | Збірна  | Вагова категорія          | Місце  |
| -------------------------------------------- | ------- | ------------------------- | ------ |
| Середземноморський чемпіонат з боротьби 2015 | Іспанія | жіноча боротьба, до 55 кг | Золото |

### Виступи на інших змаганнях
| Змагання                                                       | Збірна  | Вагова категорія          | Місце  |
| -------------------------------------------------------------- | ------- | ------------------------- | ------ |
| Турнір міста Сассарі з боротьби 2011                           | Іспанія | жіноча боротьба, до 55 кг | Срібло |
| Austrian Ladies Open 2011                                      | Іспанія | жіноча боротьба, до 55 кг | 9      |
| Гран-прі Іспанії з боротьби 2011                               | Іспанія | жіноча боротьба, до 55 кг | 9      |
| Турнір Дана Колова — Николи Петрова 2012                       | Іспанія | жіноча боротьба, до 55 кг | 20     |
| Гран-прі Іспанії з боротьби 2013                               | Іспанія | жіноча боротьба, до 59 кг | 8      |
| Меморіал Вацлава Циолковського 2013                            | Іспанія | жіноча боротьба, до 59 кг | 11     |
| Henri Deglane Challenge 2013                                   | Іспанія | жіноча боротьба, до 59 кг | Золото |
| Золотий Гран-прі з боротьби 2014 (Париж)                       | Іспанія | жіноча боротьба, до 58 кг | 5      |
| Гран-прі Німеччини з боротьби 2014                             | Іспанія | жіноча боротьба, до 58 кг | 5      |
| Гран-прі Іспанії з боротьби 2014                               | Іспанія | жіноча боротьба, до 55 кг | Срібло |
| Золотий Гран-прі з боротьби 2014 (Баку)                        | Іспанія | жіноча боротьба, до 58 кг | 8      |
| Відкритий чемпіонат Польщі з боротьби 2014                     | Іспанія | жіноча боротьба, до 55 кг | 9      |
| Henri Deglane Challenge 2014                                   | Іспанія | жіноча боротьба, до 58 кг | Бронза |
| Кубок Гранми з боротьби 2015                                   | Іспанія | жіноча боротьба, до 53 кг | Золото |
| Гран-прі Німеччини з боротьби 2015                             | Іспанія | жіноча боротьба, до 55 кг | Срібло |
| Гран-прі Іспанії з боротьби 2015                               | Іспанія | жіноча боротьба, до 53 кг | Бронза |
| Відкритий чемпіонат Польщі з боротьби 2015                     | Іспанія | жіноча боротьба, до 53 кг | Бронза |
| Henri Deglane Challenge 2015                                   | Іспанія | жіноча боротьба, до 53 кг | 8      |
| Гран-прі Парижа з боротьби 2016                                | Іспанія | жіноча боротьба, до 55 кг | Бронза |
| Олімпійський кваліфікаційний турнір з боротьби 2016 (Зренянин) | Іспанія | жіноча боротьба, до 58 кг | 8      |
| Олімпійський кваліфікаційний турнір з боротьби 2016 (Стамбул)  | Іспанія | жіноча боротьба, до 53 кг | 12     |
| Гран-прі Іспанії з боротьби 2016                               | Іспанія | жіноча боротьба, до 55 кг | 8      |
| Турнір Дана Колова — Николи Петрова 2017                       | Іспанія | жіноча боротьба, до 63 кг | 13     |

### Виступи на змаганнях молодших вікових груп
| Змагання                                       | Збірна  | Вагова категорія          | Місце  |
| ---------------------------------------------- | ------- | ------------------------- | ------ |
| Чемпіонат Європи з боротьби серед кадетів 2007 | Іспанія | жіноча боротьба, до 52 кг | Бронза |
| Чемпіонат Європи з боротьби серед кадетів 2008 | Іспанія | жіноча боротьба, до 52 кг | Золото |
| Чемпіонат світу з боротьби серед юніорів 2009  | Іспанія | жіноча боротьба, до 55 кг | 11     |
| Чемпіонат Європи з боротьби серед юніорів 2010 | Іспанія | жіноча боротьба, до 55 кг | 9      |
| Чемпіонат світу з боротьби серед юніорів 2010  | Іспанія | жіноча боротьба, до 55 кг | 5      |
| Чемпіонат світу з боротьби серед юніорів 2011  | Іспанія | жіноча боротьба, до 55 кг | 13     |